# Aljaž Pegan
Aljaž Pegan (2 giugno 1974) è un ex ginnasta sloveno.

## Palmarès

### Mondiali
- 4 medaglie:
  - 1 oro (Melbourne 2005 nella sbarra)
  - 3 argenti (Debrecen 2002 nella sbarra; Aarhus 2006 nella sbarra; Stoccarda 2007 nella sbarra)

### Europei
- 4 medaglie:
  - 1 oro (Lubiana 2004 nella sbarra)
  - 1 argento (Amsterdam 2007 nella sbarra)
  - 2 bronzi (Brema 2000 nella sbarra; Losanna 2008 nella sbarra)

### Giochi del Mediterraneo
- 4 medaglie:
  - 2 argenti (Agde 1993 nella sbarra; Pescara 2009 nella sbarra)
  - 2 bronzi (Agde 1993 a squadre; Tunisi 2001 nella sbarra)